# Agrilus lei
Agrilus lei (лат.) — вид узкотелых жуков-златок. Название происходит от китайского слова Lei (ребро, фланец) по признаку длинного плечевого киля.

## Распространение
Китай (Shaanxi).

## Описание
Длина тела взрослых насекомых (имаго) 5,6 мм. Отличаются следующими признаками: тело вытянутое, голова выпуклая, переднеспинка с заметной дугообразной передней долей; заднебоковое вдавление переднеспинки неглубокое; плечевой киль надкрылий развит; основная окраска коричневая. Переднегрудь с воротничком. Боковой край переднеспинки цельный, гладкий. Глаза крупные, почти соприкасаются с переднеспинкой. Личинки развиваются, предположительно, на различных лиственных деревьях. Встречаются в июне. Вид был впервые описан в 2011 году в ходе ревизии, проведённой канадскими колеоптерологами Эдвардом Йендеком (Eduard Jendek) и Василием Гребенниковым (Оттава, Канада).